# Ella Kovacs
Ella Kovacs (ur. 11 grudnia 1964 w Luduș) – rumuńska lekkoatletka specjalizująca się w biegach średniodystansowych, uczestniczka letnich igrzysk olimpijskich w Barcelonie (1992).

## Sukcesy sportowe
- dwukrotna mistrzyni Rumunii w biegu na 800 metrów – 1991, 1992[1]
- mistrzyni Rumunii w biegu na 1500 metrów – 1995
- mistrzyni Izraela w biegu na 800 metrów – 1990[2]
- halowa mistrzyni Węgier w biegu na 800 metrów – 1985[3]
- halowa mistrzyni Węgier w biegu na 1500 metrów – 1985

| Rok  | Miasto    | Zawody                    | Konkurencja   | Wynik         |
| ---- | --------- | ------------------------- | ------------- | ------------- |
| 1985 | Pireus    | Halowe mistrzostwa Europy | bieg na 800 m | złoty medal   |
| 1986 | Madryt    | Halowe mistrzostwa Europy | bieg na 800 m | 5. miejsce    |
| 1990 | Split     | Mistrzostwa Europy        | bieg na 800 m | 5. miejsce    |
| 1991 | Sewilla   | Halowe mistrzostwa świata | bieg na 800 m | brązowy medal |
| 1991 | Tokio     | Mistrzostwa świata        | bieg na 800 m | brązowy medal |
| 1992 | Genua     | Halowe mistrzostwa Europy | bieg na 800 m | złoty medal   |
| 1992 | Barcelona | Igrzyska olimpijskie      | bieg na 800 m | 6. miejsce    |
| 1993 | Toronto   | Halowe mistrzostwa świata | bieg na 800 m | 5. miejsce    |
| 1993 | Stuttgart | Mistrzostwa świata        | bieg na 800 m | brązowy medal |
| 1994 | Paryż     | Halowe mistrzostwa Europy | bieg na 800 m | srebrny medal |
| 1996 | Sztokholm | Halowe mistrzostwa Europy | bieg na 800 m | 6. miejsce    |

## Rekordy życiowe
- bieg na 800 metrów – 1:55,68 – Bukareszt 02/06/1985
- bieg na 800 metrów (hala) – 1:59,43 – Bukareszt 06/02/1994
- bieg na 1000 metrów – 2:32,40 – Villeneuve-d’Ascq 02/07/1993
- bieg na 1500 metrów – 4:06,38 – Bukareszt 18/08/1985
- bieg na 1500 metrów (hala) – 4:09,80 – Budapeszt 24/02/1985